# اولوکوی (دینار)
اولوکوی (به ترکی استانبولی: Uluköy) یک منطقهٔ مسکونی در ترکیه است که در دینار (شهر) واقع شده‌است.